# Alpaida lanei
Alpaida lanei là một loài nhện trong họ Araneidae.
Loài này thuộc chi Alpaida. Alpaida lanei được Herbert Walter Levi miêu tả năm 1988.